# 岸井良衞
岸井良衞（きしい よしえ、1908年〈明治41年〉3月21日 - 1983年〈昭和58年〉11月15日）は、昭和時代の劇作家、演出家、プロデューサー、時代考証家。本名は良雄。弟に俳優岸井明がいる。

## 生涯

### 出自
1908年（明治41年）3月21日、東京市日本橋区小網町三丁目上田回漕店（上田辰之助の実家）裏店に、弁護士の岸井辰雄とりうの長男として生まれる。
岸井家は江戸時代には裕福だったが、祖父弁吾の代で散財した。父辰雄は1880年（明治13年）4月2日に現在の埼玉県深谷市に生まれ、貧困の中苦学して明治法律学校（現在の明治大学）卒業後、東京で弁護士を開業し、軌道に乗り始めていたが、依然として貧しかった。1925年（大正14年）東京弁護士会長となっている。母方田原家は遠祖は藤原秀郷といい、祖父の田原万平は兜町で株屋をしていた。
名前は元禄期の岸井家中興の祖、良清から一字貰ったもので、父の名と合わせて良雄と命名された。1歳年上の姉（良衛同様、「良清」から「清」の字を名前に入れている）、2歳下の弟、6年下の妹の4人きょうだいであった。

### 幼少期
幼少期の岸井家は貸家を転々とした。生まれたその夏に蛎殻町四丁目に移り、翌年6月京橋区新富町四丁目9番地（現・中央区新富一丁目11番10号）の貝原氏貸家に移った。新富町は新島原と呼ばれた旧芸者町であり、姉が往来の芸者の真似を覚えたため、教育上の配慮から、1913年（大正2年）5月、住まいを郊外に離して、荏原郡入新井町大字不入斗字於伊勢原（現・大田区山王二丁目）の木造平屋建の貸家に定め、大正3年（1914年）4月、入新井尋常小学校（現・大田区立入新井第一小学校）に入学した。
しかし、生粋の江戸っ子である母が田舎暮らしを厭ったため、同年12月麹町区下六番町16番地（現・千代田区二番町11番9号）に移り、翌年1月番町小学校（現・千代田区立番町小学校）に編入した。更に、職住の分離が不便だとして、所得の向上もあり、1916年（大正5年）4月1日、京橋区築地三丁目9番地（現・中央区築地一丁目13番10号）の檜皮葺家屋を事務所兼住居に定めた。女優森律子の父・森肇の旧居という。ここでは最寄りの築地尋常小学校ではなく、姉が1年通った文海尋常小学校（廃校）に転入した。
1917年（大正6年）、家主とのトラブルに付き、6月1日、安田不動産から築地三丁目15番地（現・築地四丁目7番4号）の土地を借り、既存の家屋を改造して持家とし、9月に移転した。旧宅は松竹合名会社事務所となった。
生来病弱で、小学校ではイトトンボを意味するトウスミと渾名された。1918年（大正7年）1月には体を鍛えるため、大根河岸の天神真楊流道場に通い赤帯を取得、剣道も父に稽古を受けた。学業は良好で、小学校では5番の成績を収めた。

### 中学時代
1920年（大正9年）、大森時代の父の近所の同業者田坂氏の薦めで、禅修行を行うなど厳格な校風を持つ成蹊中学校の受験を決められ、補欠合格した。成蹊学園は当時郊外の西巣鴨町大字池袋にあり、更に東京駅と上野駅の間は線路が繋がっておらず、築地の自宅からの通学には大回りで片道1時間以上を費やしたため、その後寄宿舎生活となった。
1921年（大正10年）2月、成蹊中学の生活に病弱な身が耐え兼ねたためか、姉と共に肺尖カタルと診断されて休学し、岸井家の女中頭お藤の夫・石井辰五郎が板前をしていた神奈川県足柄下郡酒匂町松濤園の貸別荘で療養を行った。
1922年（大正11年）、病状が安定して築地に戻り、父の母校である青山学院中学部（現在の青山学院中等部・高等部の前身）1年の3学期に編入した。この時の級長が大岡昇平であった。聖書教師・塚本与三郎主催のボーイスカウトに参加し、学生生活を満喫したが、12月に風邪を拗らせて肺炎を発症し、1923年（大正12年）、石井夫妻の斡旋で足柄下郡小田原町十字三丁目722番地貸家にて療養生活に入った。
同年9月1日、関東大震災が襲い、震央に当たる小田原町は壊滅的な被害を受けた。2階にいた一家は倒壊した家屋から這い出て、母が腰を負傷した以外大事には至らなかったが、足柄病院に入院していた祖母が同院の倒壊、炎上により犠牲となった。1ヶ月間四畳半の掛小屋で過ごし、9月29日、東京に帰郷した。当初千駄ヶ谷町の借家に住んだが、父の仕事が山積していたことから、10月1日、電話が通じていた牛込区の赤城元町34番地（現・新宿区赤城元町5番2号）にある同業者松田義隆の法律事務所を間借りして入居し、青山学院に復学した。この間、法律事務所の書生鈴木義一、鈴木清治、池田政一（川崎大治）等から芝居の脚本朗読を教えられた。
1924年（大正13年）春、築地の焼け跡にトタン葺木造2階建の事務所兼住宅を再建し、9月に移り住んだ。

### 大学時代
幼い頃からの舞台鑑賞に加え、国語教師小柴値一の影響もあり、江戸文学に興味を持つようになった。1926年（大正15年）、学部長阿部義宗と相談して文学の道に進むことを決意し、療養中の遅れを一部取り戻すため、1年飛び級により文化学院に進んだ。文化学院では、与謝野晶子、十一谷義三郎、石浜金作、末弘厳太郎、奥野信太郎、藤田徳太郎、石井柏亭等に学んだ。
在学中の1926年（大正15年）4月、文海小学校の同級生の父、蛇の目鮨の店主に師を持つことを薦められ、その知り合いであった田村西男の紹介で、兼ねてから著書を愛読していた麹町一丁目の岡本綺堂の自宅を訪れた。何度かの訪問にも直接面会することはできなかったが、5月10日手紙にて入門を許され、翌日、門下生の集いである嫩会に参加し、門下となった。当時の会員は額田六福、森田信義、中野実、海野昌平、小林宗吉、山下巌。7月には第一作「松岡縁切寺」を著し、以降足繁く脚本を書いて岡本に添削を受けた。
1930年（昭和5年）には会誌『ふたば集』が創刊され、会員で戯曲を発表し合った。翌年3月文化学院を卒業後、『舞台』と改名した会誌の編集全般を担い、舞台社編集係として手当を貰うようになった。

### 大阪松竹時代
1933年（昭和8年）、写真化学研究所の森岩雄より当時勃興し担い手が不足していたトーキー脚本を書くことを薦められたが、晩夏に松竹大阪支店から演劇雑誌社各社に人手を求める問い合わせがあり、こちらに向かうこととなった。11月12日東京駅を出発、豊島郡箕面村大字牧落百楽荘住宅地（現・箕面市百楽荘）にある母方の親戚棚沢康哉方に住んだ。大阪歌舞伎座地下室の営業部幕内課に配属された。
初仕事は1934年（昭和9年）1月、都築文男、五月信子が出演する、江戸川乱歩作『陰獣』の脚色であった。この作は不評だったが、専務白井信太郎の新任を得て演劇のほか様々な雑用をこなし、また大阪松竹歌劇団（現・OSK日本歌劇団）で台詞の振付を教えた。後に南区久左衛門町（現・中央区西心斎橋二丁目7番22号）に松竹大阪支社の社屋が完成し、幕内課も移転して企劃課と改名した。
1935年（昭和10年）4月、多忙のため食生活が乱れ、ビタミンB・ビタミンC欠乏により湿疹が出来たため、住吉大社の側に家を借り、東京から女中を呼び寄せ家事を委託した。

### 東宝時代
もともと大阪に定着する心積りはなく、望郷の念が高まる中、新興キネマ東京撮影所（現・東映東京撮影所）開設に伴い、1937年（昭和12年）3月末、同社に企劃部が新設されると、所長高橋歳雄と懇意の川村花菱の仲介で職を紹介され、東京への帰郷を果たした。現代劇映画の製作を初めて間もない8月末、高橋が人間関係のトラブルから辞職し、同様に辞職した。大阪に行く直前に仕事を薦められていた森岩雄から連絡があり、1938年（昭和13年）2月1日、東宝映画計劃部の嘱託となった。
同年7月、強羅ホテルとのタイアップ映画『虹立つ丘』のロケ中、箱根七曲り付近において、三菱重工業の満洲輸出のため試運転中だった大型トラックと衝突し、トラックと路側の石の間に足を挟まれ、左大腿骨を骨折した。淀橋区柏木にある遠縁の接骨医の治療を受け、3ヶ月の入院後、世田谷区成城の弟の家に行き、1938年（昭和14年）1月築地に帰宅した。3月1日には師の岡本綺堂が死去したが、看取ることができなかった。3月17日から湯河原温泉の大和屋で膝関節を曲げるリハビリを行った。
1939年（昭和15年）4月、東宝映画に正式に入社し、東宝と文学座により新設された俳優養成所の東宝側主任に就任した。1942年（昭和17年）7月、撮影所俳優課長に就き、俳優との契約取付に奔走した。
太平洋戦争が激化する中、1944年（昭和19年）点呼令状、1945年（昭和20年）5月には査閲が来たが、虚弱の体質と交通事故による左右脚長差により徴兵を免れた。
1945年（昭和20年）1月、空襲警報が頻繁に発令され、交通機関の運行が不安定になったため、撮影所近くの伊藤武雄宅に住み込み、仕事を続けた。
1945年（昭和20年）1月27日、銀座五丁目鳩居堂前に着弾した東京空襲では、七丁目の本社で企画会議中であり、強い振動を感じた。4月1日、企劃部に異動となり、軍事映画の製作に携わったが、資材が尽き中断すると、東宝喜劇として日本各地を巡業した。
東京大空襲では東宝関係の施設は被害が少なかったため、大きな被害を受けた松竹の演劇部を受け入れ、終戦後の9月に演劇部社外劇団課長に就任した。連合国軍最高司令官総司令部民間情報教育局と交渉しながら、戦時下とは全く異なる民主的な演劇を企画した。
1947年（昭和22年）8月、東宝争議の動乱の中、進駐軍の慰問を担当していた芸能事業部が東宝芸能事業株式会社として独立したため、その常務に就任した。帝都座で額縁ショー、次にセントラル劇場、国際劇場でストリップの興行を行った。

### TBS時代
ストリップ興行は業績が振るわなかったため、9月28日に閉業し、家主に返却されることとなったが、その晩セントラル劇場がアイロンからの出火により全焼した。出資金の返還が反故になったため、経済的に困窮し、安藤鶴夫の紹介でラジオ東京（現・TBSラジオ）で落語や邦楽の解説番組などで日銭を稼いだ。1955年（昭和30年）3月23日、ラジオ東京がKRテレビ（現・TBSテレビ）を立ち上げるに当たり入社、演出部第三班に配属され、毎週日曜日の創作舞踊を担当した。9月20日プロデューサーに就任してからは、時代劇等のドラマや歌舞伎座中継等に携わった。初仕事は10月21日放映の「江戸の影法師」。
同年、久保田万太郎の働きかけで、1928年（昭和3年）より嫩会で行われた岡本綺堂による江戸講話のメモをもとに『江戸に就きての話』を出版し、好評を博した。この時関わった同門の岡本経一が後に青蛙房を設立し、以降同社から江戸や街道についての著作を出版するようになった。
1963年（昭和38年）3月21日の誕生日にTBSを定年退職した。同年1月4日には、餞として高麗屋三兄弟市川團十郎 (11代目)、松本幸四郎 (8代目)、尾上松緑 (2代目)の共演、青山学院の同窓村上元三原作による「本陣蕎麦」が放映された。

### 定年後
1965年には弟の明が死去。
定年後は菊田一夫に誘われて東宝演劇部と契約し、帝国劇場や芸術座での演劇に携わったほか、TBSでも2年間非常勤で残留した。
1966年（昭和41年）12月、肝臓を患ったが、治療を怠ったため、慢性肝炎に発展した。
1972年（昭和47年）3月、東宝を退職して以降は、岡本綺堂の芝居に携わったほか、時代劇や出版物の監修をたびたび依頼され、また文筆業に精を出した。
1983年（昭和58年）11月15日死去。

## 著書
- 寺島千代述『亡き人のこと・六代目菊五郎の思ひ出』演劇出版社、1953年（綴）
- 岡本綺堂『江戸に就いての話』光の友社、1955年（編）
  - 『江戸に就ての話』青蛙房 1958年、増訂版1960年。のち度々再刊
  - 『綺堂 江戸の話大全』河出書房新社 2023年。改題新版
- 『五街道細見』青蛙房、1959年
  - 『新修五街道細見』青蛙房、1973年
- 『東海道五十三次 百二十五里・十三日の道中』中公新書：中央公論社、1964年
- 『江戸・町づくし稿』上巻・中巻・下巻・別巻、青蛙房、1965年
- 『女芸者の時代』「青蛙選書」青蛙房、1974年
- 『街道散策』毎日新聞社、1975年
- 『山陽道』中公新書：中央公論社、1975年
- 『江戸街談』毎日新聞社、1976年
- 『江戸の町』中公新書：中央公論社、1976年
- 『江戸雑稿』毎日新聞社、1977年
- 『江戸の日暦』上下 「有楽選書」実業之日本社、1977年
- 『大正の築地っ子』＜シリーズ大正っ子＞、青蛙房、1977年
- 『江戸町人の生活 シリーズ目で見る日本風俗誌1』日本放送出版協会、1980年-1984年（全10巻、日本映画テレビプロデューサー協会編・監修）
- 『ひとつの劇界放浪記』青蛙房、1981年
- 『大江戸路地裏人間図鑑』小学館文庫、1999年